# Compurgación
La compurgación, también llamada apuesta de derecho, es un tipo de defensa jurídica empleada principalmente en la época medieval. Un acusado podía establecer su inocencia o no culpabilidad prestando un juramento y trayendo ante la corte a un número requerído de personas, normalmente doce, que juraran creer en la declaración del acusado. Proviene del latín com (con) y purgare (limpiar, excusar). Com también tienen un significado intensificador, transformando una palabra en su forma superlativa, por lo que etimológicamente compurgación significa ‘limpiar a fondo o excusar’.
Los primeros ejemplos de compurgación se remontan a los albores del derecho germánico, en la ley de Gales y en los tribunales eclesiásticos ingleses antes del siglo XVII. En el derecho anglosajón fue abolido en 1164 como medio de defensa ante delitos por la Constitución de Clarendon, aunque se permitió el uso de esta práctica en acciones civiles por deudas, sobreviviendo hasta su derogación en Inglaterra en 1833. En otras jurisdicciones perduró hasta tiempos relativamente recientes, como por ejemplo en la Common Law Practice Act de 1867 de Queensland, Australia, donde se recoge una referencia directa a la abolición de esta práctica.